# Jan Giriatowicz
Jan Giriatowicz (ur. 18 lipca 1938 r. w zaścianku Smele k. Widzów, leżącego między Brasławiem i Święcianami) – duchowny rzymskokatolicki, prałat, proboszcz parafii św. Jacka w Słupsku w latach 1981–2015, Honorowy Obywatel Miasta Słupska od 2006 r, od roku 2015 emeryt przy parafii Najświętszej Maryi Panny Królowej Różańca Świętego w Słupsku.

## Życiorys
Ksiądz Jan Giriatowicz urodził się i wychował w wielodzietnej, patriotycznie nastawionej rodzinie na kresach Rzeczypospolitej. Rodzinne strony opuścił wraz z bliskimi w 1946 r., gdy było już wiadomo, że Wileńszczyzna nie wejdzie w skład Polski. Osiedlił się na ziemi słupskiej, z którą związał swoje dalsze życie.
W 1958 r. ukończył wewnętrzną maturę w Niższym Seminarium Duchownym w Słupsku, a następnie zewnętrzny egzamin dojrzałości w II Liceum Ogólnokształcącym w Słupsku. Naukę kontynuował w Wyższym Seminarium Duchownym w Paradyżu koło Świebodzina, święcenia kapłańskie odebrał w roku milenijnym, 16 czerwca 1966.
Po latach posługi na ziemi gorzowskiej, w 1976 r. powrócił do Słupska, do parafii mariackiej. Pięć lat później, w 1981 r. został proboszczem nowo powstałej parafii pw. św. Jacka w Słupsku. Ksiądz organizował i aktywnie brał udział w życiu parafii. M.in. założył Klub Inteligencji Katolickiej, oddział Caritasu, organizował pielgrzymki na Jasną Górę, w których chętnie brała udział młodzież akademicka. W okresie przemian demokratycznych w latach 80. XX w. wspierał duchowo, moralnie i materialnie ludzi walczących o zmiany w Polsce.
Ksiądz prałat całym sercem umiłował swoją ojczyznę, miasto i parafię, mimo natłoku spraw zawsze znajdował czas dla drugiego człowieka. Dzięki jego zaangażowaniu udało się wyremontować parafialne zabytkowe organy, doprowadził też do uznania błogosławionego Bronisława Kostkowskiego za patrona Słupska. Przy parafii św. Jacka założył też biuro Radia Maryja, którego jest zwolennikiem.
31 lipca 2015 roku przeszedł na emeryturę. Obecnie jest rezydentem w Parafii NMP Królowej Różańca Świętego w Słupsku

## Odznaczenia
W 2006, za wybitne zasługi w działalności na rzecz przemian demokratycznych w Polsce, został odznaczony przez prezydenta RP Lecha Kaczyńskiego Krzyżem Oficerskim Orderu Odrodzenia Polski. We wrześniu 2006 za działalność na rzecz miasta i jego mieszkańców uchwałą Rady Miejskiej nadano mu tytuł Honorowego Obywatela Miasta Słupska.